# Olds Replica

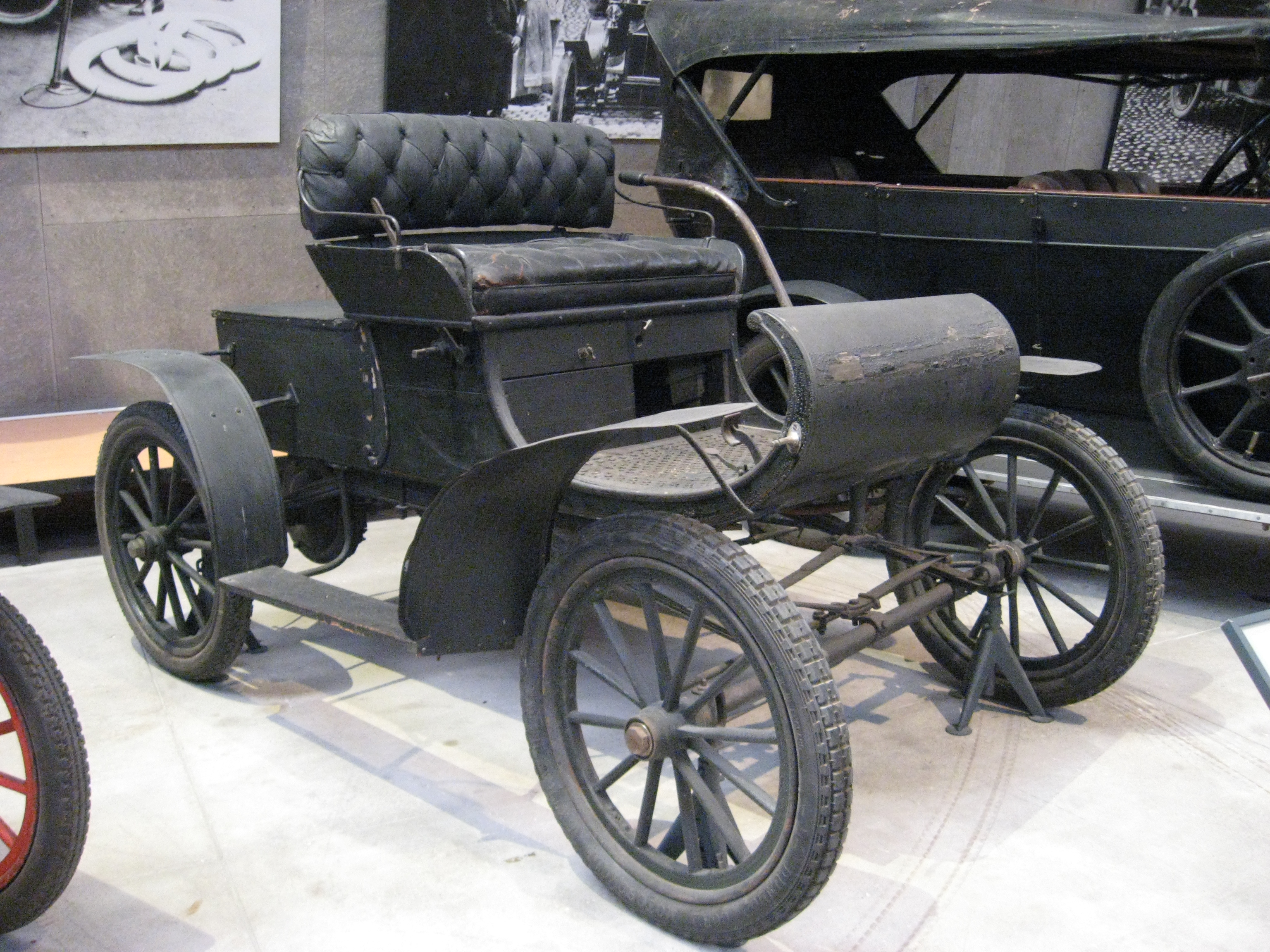
Das Original: Oldsmobile Curved Dash (1902)

Olds Replica war eine US-amerikanische Fahrzeugmarke für Nachbildungen im verkleinerten Maßstab, die nur 1968 von der Horseless Carriage Corporation in Fort Lauderdale (Florida) gebaut wurde. 
Der Olds Replica war eine Replica des Oldsmobile Curved Dash von 1901, allerdings im Maßstab 1:1,33. Der zweisitzige Runabout hatte einen hinten eingebauten, luftgekühlten  Einzylindermotor ähnlich dem Merry Runabout acht Jahre früher.